# Ponana
Ponana är ett släkte av insekter. Ponana ingår i familjen dvärgstritar.

## Dottertaxa tillPonana, i alfabetisk ordning[1]
- Ponana amana
- Ponana ampa
- Ponana anela
- Ponana anepa
- Ponana areya
- Ponana atea
- Ponana aurata
- Ponana avena
- Ponana balloui
- Ponana bera
- Ponana berta
- Ponana bisignata
- Ponana bola
- Ponana boquetea
- Ponana cephalata
- Ponana cerella
- Ponana cerosa
- Ponana cesta
- Ponana chiapa
- Ponana cincta
- Ponana clavella
- Ponana cleta
- Ponana conspersa
- Ponana curiata
- Ponana dana
- Ponana demela
- Ponana distortia
- Ponana divergens
- Ponana divisa
- Ponana dulera
- Ponana extensa
- Ponana fastosa
- Ponana fortina
- Ponana fuscara
- Ponana guatama
- Ponana hieroglyphica
- Ponana hilara
- Ponana inflata
- Ponana integra
- Ponana irheae
- Ponana magna
- Ponana meadi
- Ponana mexella
- Ponana modesta
- Ponana notula
- Ponana ornatata
- Ponana ornatella
- Ponana ortha
- Ponana pamana
- Ponana pana
- Ponana panera
- Ponana pertenua
- Ponana perusana
- Ponana puertoricensis
- Ponana pura
- Ponana quadriproba
- Ponana reservanda
- Ponana sandersi
- Ponana sena
- Ponana seresa
- Ponana serrella
- Ponana serrens
- Ponana tabula
- Ponana tama
- Ponana tamala
- Ponana tena
- Ponana tresa
- Ponana tura
- Ponana valeda
- Ponana vandera
- Ponana vebera
- Ponana vedala
- Ponana velora
- Ponana vinula
- Ponana virga
- Ponana volara
- Ponana woodruffi
- Ponana vulana
- Ponana xarela
- Ponana xella
- Ponana xena
- Ponana xila
- Ponana xola
- Ponana yena
- Ponana yera
- Ponana yura